# Acrochordomerus
Acrochordomerus is een vliegengeslacht uit de familie van de roofvliegen (Asilidae).

## Soorten
- A. aeneus Hermann, 1920
- A. engeli Efflatoun, 1937
- A. mediterraneus Kovár & Hradský, 1995